# Kábítószerek
A kábítószerek azok a tudatmódosító hatású pszichotrop anyagok, amelyek törvényi szabályozás alá vannak rendelve, és amelyek törvényen kívüli, szabad használata különleges veszélyt jelent nemcsak a használójára, de a társadalomra nézve is. A kábítószer, mint jogi fogalom nem öleli fel az összes ismert tudatmódosító hatású pszichotrop anyagot, ebből következően azok jogi értelemben legális pszichotrop, tudatmódosító szerek és nem kábítószerek.

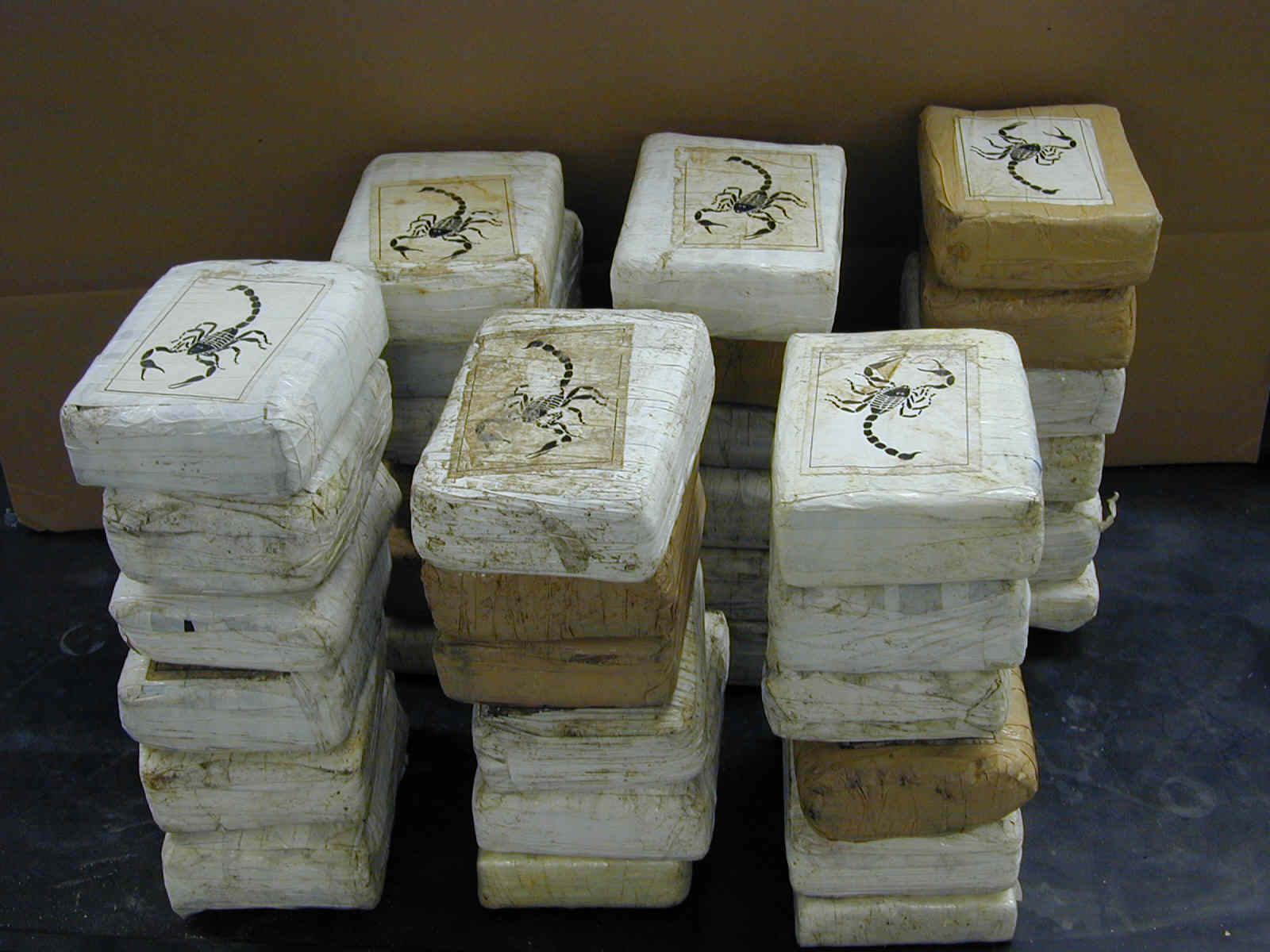
Az illegális kábítószerek ellenőrzését végző amerikai hivatal (DEA) által lefoglalt kokaincsomagok az Egyesült Államokban

## A kábítószer fogalmának pontosítása

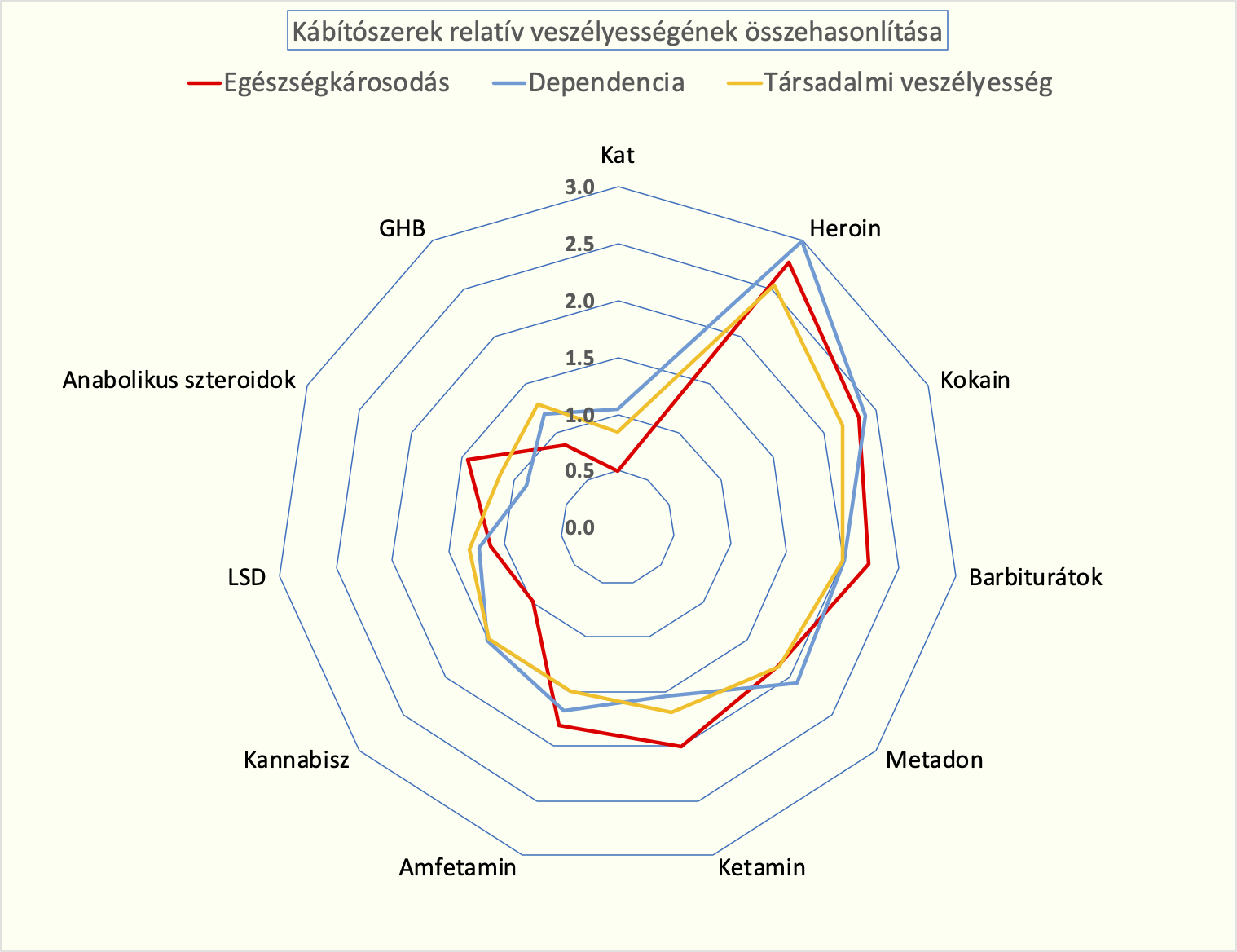
Kábítószerek relatív veszélyességének összehasonlítása

A kábítószerek testi ártalmat és függőséget okozó hatásainak erőssége

Sok ezer – elsősorban medikális célra, gyógyszerként használt – a központi idegrendszerre ható vegyület (pszichotrop szer) egy kis csoportja tudatmódosító hatással is rendelkezik. A tudatmódosító anyagokon belül számtalan olyan anyag van, amely pszichés függéshez, fizikai dependenciához vagy annak legsúlyosabb formájához, az addikcióhoz vezet. A tudatmódosító addiktív szerek rendkívül veszélyesek az egyén egészségére, a szerhasználó közvetlen környezetére, de ezen túlmenően a bűnözés forrásaként különös veszélyt jelentenek magára a társadalomra is. Az említett veszélyek miatt a legnagyobb addikciós kockázatú szerek szabad használatát és forgalmazását nemzetközi megállapodásokon alapuló törvények szabályozzák világszerte. A tudatmódosító szerek közül törvényileg kiemelt, fokozott veszélyt jelentő szereket nevezik kábítószernek. Az egyes tudatmódosító hatással rendelkező szerek kiválasztása és kábítószerré minősítése tehát nem annyira hatástani alapon, mint általános társadalmi veszélyességük alapján történik. 
Ebből következően Magyarországon kábítószernek minősülnek mindazon anyagok, amelyek szerepelnek az 1961-ben New Yorkban az Egyesült Nemzetek Szervezetében aláírt Egységes Kábítószer Egyezményben, továbbá az azt kiegészítő, 1971-ben Bécsben aláírt pszichotrop anyagok listáján, amelyet a magyar jog a törvényekbe beépített és alkalmaz.
A kábítószerek körébe tartozó, – tehát a különleges jogi elbírálás alá eső – anyagokra jellemző, hogy használatuk törvénybe ütközik. Eközben más, kisebb társadalmi veszélyt jelentő tudatmódosító szerek használata legális. Ez nem azt jelenti, hogy a nem kábítószernek kategorizált pszichotrop, tudatmódosító szerek, amelyek rendszeres használata csak enyhe dependenciát okoz, ne lennének egészségre ártalmas anyagok. Szigorúan tiltott és így kábítószernek minősített anyag például a morfin, heroin, kokain, amfetamin, de tudatmódosító hatása ellenére nem tartozik a kábítószerek kategóriájába az alkohol, a dependenciát okozó nikotin és még kevésbé az élvezeti szernek használt, enyhe szerfüggést okozó koffein. A kábítószer fogalom tehát jogi kategória, mely elnevezés az orvosi és gyógyszerészi munkába is mint jogi terminológia épül be, és nem hatástani besorolásként alkalmazott fogalom.

## A kábítószerekkel kapcsolatos fogalmak
A kábítószerekkel – mint „különleges anyagokkal” – foglalkozó szakemberek, orvosok, gyógyszerészek valamint a visszaélésekkel foglalkozó bűnüldözés és igazságszolgáltatás szakemberei számos szakkifejezést használnak a kábítószerekkel kapcsolatos munkájuk során. 
A hivatalos nyelvben vagy az orvosi szaknyelv szövegében a félreértések vagy szakmai hibák elkerülése érdekében a definíciók egyértelműen és szakszerűen vannak megfogalmazva. Gyakran előfordul azonban, hogy a szaknyelv által használt terminológia vagy egyes szakkifejezések jelentése nem találkozik a köznyelvben, az utca embere által szabadon – és következmények nélkül – használt kifejezések jelentésével. Ez utóbbi szóhasználatába gyakran keverednek az idegen nyelvű médiából átvett, olykor hibásan fordított és alkalmazott fogalmak.
Az alábbiakban a teljesség igénye nélkül, a kábítószerekkel kapcsolatos néhány fogalom kerül felsorolásra, felhívva a figyelmet a hivatalos nyelv és az utca szlengje közötti különbségre és az azokból eredő félreértésekre.
- Kábítószer-abúzus: Az „abúzus” szó jelentése „visszaélés”, tehát a szer-abúzus kábítószerrel, gyógyszerrel történő visszaélést jelent, ami tipikusan – de nem kizárólagosan – a pszichotrop szerekre, azokon belül is a tudatmódosító szerekre jellemző. Visszaélésnek nevezhető ezen szerek nem orvosi célú, nem gyógyítási szándékú használata, önkezű adagolással, melynek egyedüli célja a szerhasználó hangulatának, tudatának, pszichés státuszának a befolyásolása. A szer-abúzusra jellemző, hogy az adott országban, kultúrában elfogadott társadalmi vagy gyógyítási formákkal ellentétes.

- Abúzuspotenciál: A kifejezés addiktológiai, illetve farmakológiai fogalom. Egy pszichotrop anyagnak az a képessége, hogy milyen mértékben képes azonnali jó érzést, örömöt, pszichés kielégülést előidézni a szer használójában, hogy annak pszichés státuszát ily módon befolyásolja. Ez a szerek veszélyessége szerinti rangsorolásában segíti a szakembereket. A pszichotrop szerek ebben a tekintetben erősen eltérnek egymástól. A heroin vagy az amfetamin abúzuspotenciálja nagy, mert azonnal képesek ilyen hatásokat kiváltani. Ezzel szemben például az antidepresszánsok erre nem képesek.

- Tolerancia: A kábítószerek többségére jellemző, hogy ismételten és hosszabb ideig tartó alkalmazás során a szervezet hozzászokik az alkalmazott mennyiséghez, és egyre nagyobb dózis szükséges ugyanazon hatás eléréséhez.

- Dependencia: A dependencia vagy szerfüggőség bizonyos anyagokkal szemben kialakuló pszichés és fizikai függőséget jelent. Az elnevezést akkor használják, ha az egyén önmaga örömének kielégítése érdekében, erős belső kényszert érez a kábítószer használatára annak pszichés, örömszerző hatásai miatt, vagy a „szer” hiánya okozta kellemetlen elvonási tünetek enyhítése érdekében.

- Addikció: Az addikció diagnosztikai fogalom, a szerfüggés legsúlyosabb formája, a központi idegrendszer betegsége, amelyben a pszichés és a fizikai dependencia együttesen van jelen, és amely állapotból a beteg nehezen hozható vissza. Az önpusztító magatartás negatív következményeinek ellenére az addikcióra jellemző a kábítószer megszerzésére és használatára törekvő erős motiváció.

- Pszichotrop / pszichoaktív szerek: A szakirodalomban a pszichotrop anyagok a központi idegrendszerre ható, különböző farmakológiai természetű szerek gyűjtőneve, melyet néha – a kevésbé szakmai források – a magyarosabb hangzású pszichoaktív szóval jelölnek. A pszichotrop anyagok óriási családjába tartoznak a nyugtatók, altatók, szorongáscsökkentők, az epilepszia gyógyszerei, az általános és helyi érzéstelenítők, az antipszichotikus hatású szerek, antidepresszánsok, antimániás szerek, pszichostimulánsok, a neurodegeneratív betegségek gyógyszerei, opioidok, alkohol és még számos élvezeti szer is. A felsorolt szertípusok között vannak olyanok, amelyek tudatmódosító hatással rendelkeznek, dependenciát váltanak ki vagy egyenesen addiktívak. Ez utóbbiak között vannak olyan anyagok, amelyeket a társadalmi veszélyességük okán kábítószerként kategorizáltak, és ezért előállításuk, alkalmazásuk törvényileg szabályozott. Előbbiekből következik, hogy a kábítószerek és tudatmódosító anyagok mind pszichotrop anyagoknak tekinthetők, de hibás ennek a fordítottja, miszerint a pszichotrop/pszichoaktív szerek mind kábítószerek. A pszichotrop/pszichoaktív szerek döntő hányada (>90%) ugyanis nem addiktív, nem kábítószer, és tudatmódosító hatással sem rendelkezik.

- Drog: Az utóbbi évtizedekben a drog kifejezés gyökeret vert a magyar közbeszédben, és bár pontos definíció sohasem tartozott hozzá, az utca emberének szóhasználatban a legtöbbször kábítószereket vagy néha szélesebb értelemben pszichotrop anyagokat értenek alatta. A „drog” kifejezés az eredetét tekintve nemzetközi szó, a francia drogue (=vegyszer) alapján. Ennek származéka az angol drug (=gyógyszer, altató, kábítószer). A francia szó eredete vitatott, általában úgy gondolják, hogy ennek a régi alnémet droge (=száraz) a forrása, mások szerint keleti eredetű szó. A magyar nyelvbe német közvetítéssel került be. A magyar gyógyszerészi szakirodalomban a drog egyetlen jelentése: természetes eredetű, többnyire szárított növényi vagy ritkábban állati alkotórész, amelynek gyógyító hatást tulajdonítanak és amelyet gyógyszerek előállításához használnak (pl. rómaikamilla-virág, ánizsolaj, körömvirág, galagonya virágos hajtásvég, mezei kakukkfű virágos hajtása, csipkerózsa áltermése). A drog, mint szakkifejezés tehát a magyar nyelvben nem jelent kábítószert, de még pszichotrop anyagot sem. Természetesen ez nem zárja ki azt, hogy a gyógyszerészi értelemben használt és nevezett drogok között ne fordulna elő pszichotrop anyag vagy addiktív szer (pl. ópium).

A magyar jog nyelvhasználatában a „drog”, mint definiálatlan kifejezés nem kap értelmet, ebből következően a törvények szövegében sem fordul elő. Ugyanakkor említést érdemel az az ellentmondás, hogy miközben a jog a törvények szövegének megfogalmazásában kerüli a nem definiált drog szó használatát, addig a magyar Nemzeti Drogellenes Stratégia Program szabadon, értelmezés nélkül használja azt.
A magyar nyelvben gyökeret vert „drog” szó fogalmának tisztázásakor nem hagyható figyelmen kívül annak angol eredete, a drug kifejezés, amely angolszász nyelvterületen egyaránt jelent gyógyszert és kábítószert. Bár az angol szakirodalom igyekszik a kábítószereket a közönséges gyógyszerektől különválasztva azokat specifikus „controlled substances” elnevezéssel illetni, ez a törekvés csak a szigorúbb szóhasználatot megkövetelő szakirodalmi munkákban, tankönyvekben vált elfogadottá. Még a beszélt szaknyelvben is a rövidebb hangzású drug elnevezés a gyakoribb. Ez a tendencia megtalálható a magyar írott és beszélt szaknyelvben is.
- Narkotikum: A köznyelvben a narkotikum szóhasználat erősen eltér annak valódi szakmai értelemben használt jelentésétől. A „narkotikum” kifejezés alatt az orvosi és gyógyszerészi terminológiában a sebészeti beavatkozások során használt, inhalációs és intravénás érzéstelenítőt értik (ismertebb nevén a sebészeti altatót). Ezek közé tartozik a dietil-éter, kloroform, halotan, etil-klorid, dinitrogén-oxid, metoxifurán, amelyek nem tekinthetők kábítószernek. Ezzel szemben az angolszász szakirodalomban a narcotic szó az opioid típusú kábítószereket jelenti. Tehát az angol nyelvben sem az összes kábítószer értendő alatta, hanem csak az opiátok. Az eltérő magyar köznyelvi és szaknyelvi használat miatt a jogászi szaknyelv nem alkalmazza a narkotikum kifejezést a kábítószerekkel kapcsolatos törvények megfogalmazásában.

- Narkózis: A „narkózis” kifejezés alatt az utca embere általában valamilyen kábítószer hatása alatt álló személy („narkós”) erősen befolyásolt tudati állapotát érti. Ezzel szemben az orvosi szaknyelv a sebészeti beavatkozásokhoz alkalmazott általános érzéstelenítést (ismertebb nevén altatást) érti narkózis alatt, amely a tudatnak és a szervezet érző működésének átmeneti kikapcsolását jelenti.

## Az ember és a kábítószer

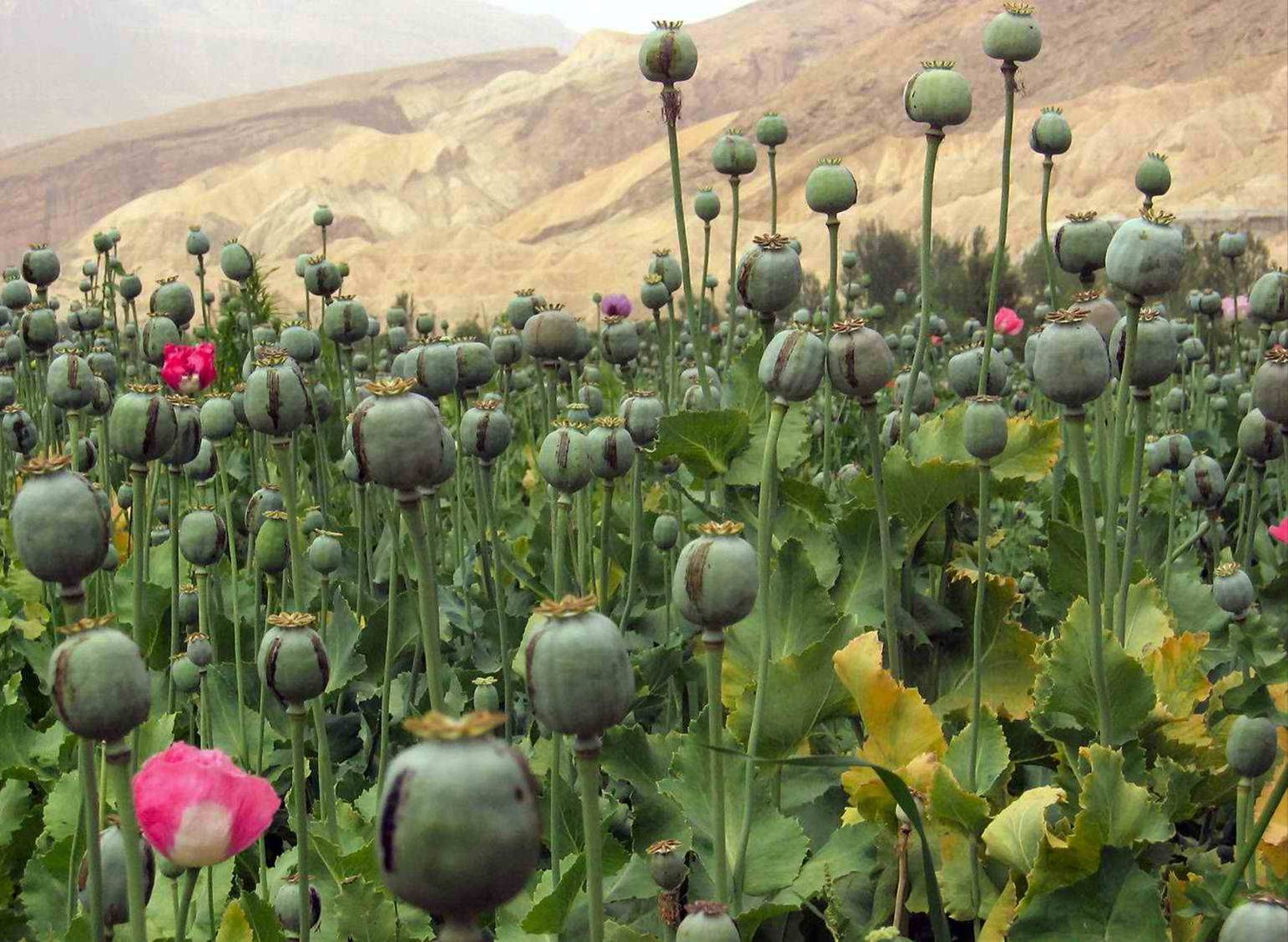
Afganisztáni hegyek között elterülő mákültetvény, az elsősorban Európa felé szállított illegális ópium jelentős előállítási helye

Az ember a történelme szinte minden időszakában használt valamilyen tudatmódosító, természetes anyagot, amit a természetben talált növényekből, gombákból, bogyókból, fakérgekből vagy kaktuszokból állítottak elő. Évezredekkel a modern civilizáció előtt, a kései kőkorszak időszakában az ember már megtalálta és alkalmazta a természetből a legtöbb ma is ismert növényi vagy állati eredetű nyugtatót, euforizáló anyagokat, hallucinogéneket vagy stimuláló szereket – a farmakológia nyelvén a pszichotrop anyagokat. A megismert anyagok száma évről évre növekedett, és ma már a növényvilág több mint 6000 fajáról tudjuk, hogy az ember pszichés magatartását befolyásolni képesek, tehát tudatmódosító, pszichotrop hatásaik lehetnek. Az ókori kultúrák ásatások során feltárt konyhai hulladékában talált növényi maradványok, mákgubók, nadragulya és csattanó maszlag maradványok arról tanúskodnak, hogy az ókor embere megismerte és alkalmazta transzcendentális élmények átéléséhez a kábító, pszichotrop drogokat, illetve a delíriumot okozó szereket. Ezek a szerek más gyógynövényekkel keverve már használatosak lehettek az őskori orvoslásban is.
A 20. században a gyógyszerészet és a kémia fejlődésével vált lehetővé a növényekből kivont hatóanyagok kémiai átalakításával az eredeti anyagoknál "erősebb" hatású pszichotrop szerek alkalmazása elsősorban orvosi célra, amelyeket azonnal követtek az új, szintetikus előállítású anyagok. A pszichotrop anyagok a medikális felhasználás mellett alkalmazást nyertek a modern ember hétköznapjaiban, mint a társadalmi élet "színesítő anyagai".
A ma használt és fogyasztott pszichotrop élvezeti és tudatmódosító anyagok száma óriási, és számuk folyamatosan növekszik. Ezek a szerek kisebb vagy nagyobb mértékben befolyásolják az egyén gondolkodását, helyzetítéletét, tudatát, cselekedeteit vagy cselekvőképességét. A tudatmódosító pszichoaktív szerekre általában jellemző az azokhoz történő hozzászokás (tolerancia), a velük szemben kialakuló függőség (dependencia) és sok esetben a függőség legsúlyosabb formája az addikció kialakulása. A felsorolt hatások testi és pszichés önpusztító folyamatok, amelyek sok esetben már nemcsak az egyén egészségére, környezetére, családjára, a társadalomba való beilleszkedésére veszélyesek, de kiemelt veszélyt jelentenek magára a társadalomra is.

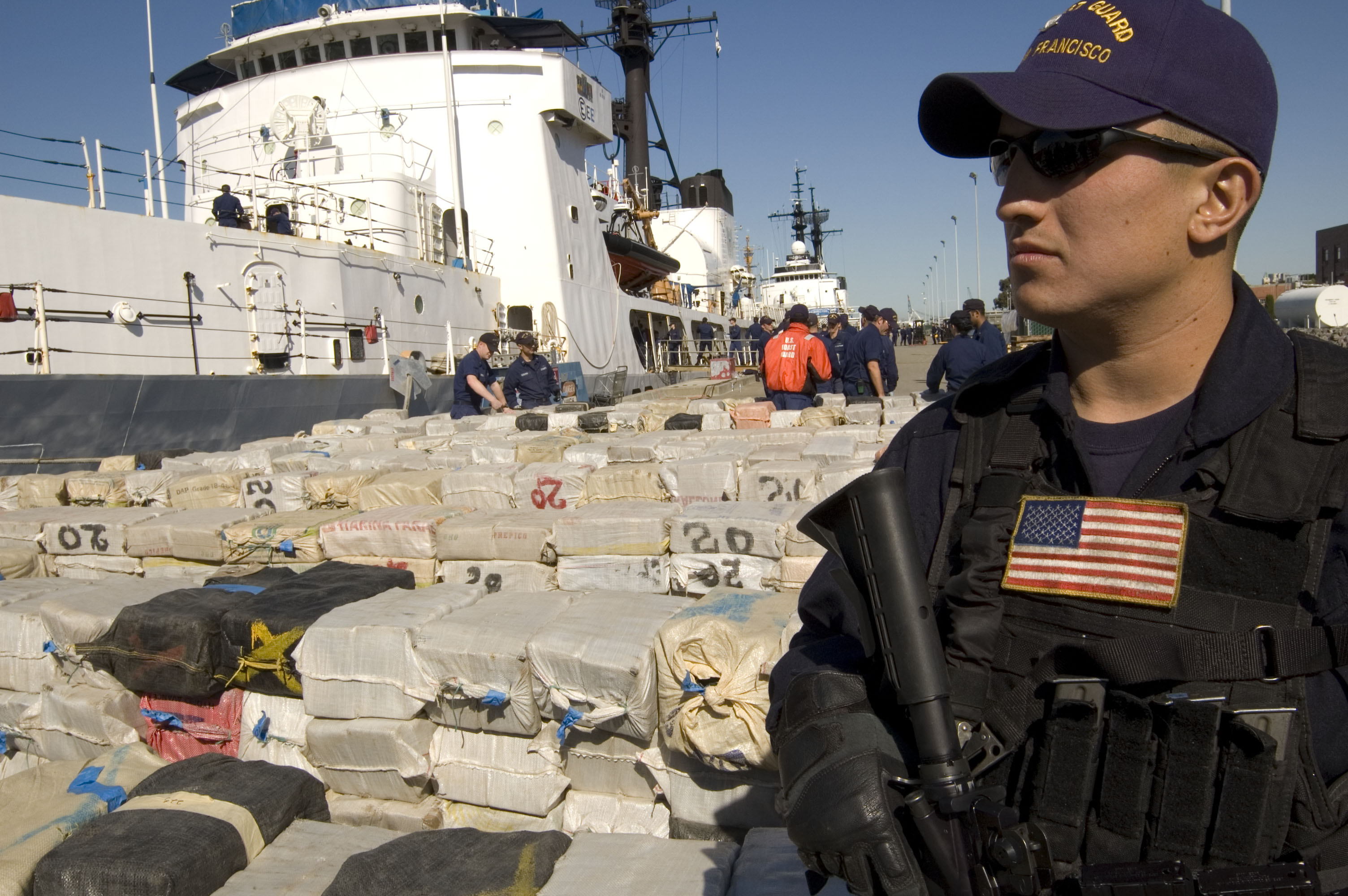
Az Egyesült Államok Partiőrsége által lefoglalt kokainszállítmány San Franciscóban

Az ENSZ drogügyekkel foglalkozó szervezetének (UNODC) adatai szerint a világon 48–50 millió rendszeres kábítószer-fogyasztó él. Az EMCDA, az Európai Unió drogügyekkel foglalkozó szervezete, évente ad ki jelentést a tagállamok számára az európai kábítószer-fogyasztással és felhasználással kapcsolatos adatokról. A szervezet 1999 óta ad jelentést a kelet- és közép-európai országok kábítószer-fogyasztással kapcsolatos statisztikájáról, melyből kiolvasható, hogy az Európai Unióban a pszichostimuláns jellegű amfetamin és származékainak használata ugrásszerűen emelkedik, és feltehetően hamarosan megelőzi az eddig legnépszerűbb tiltott szert, a kannabiszt. A felmérések alapján az Európai Unióban az összlakosság 5–30%-a használ rendszeresen kannabiszt, de a fiatalok körében ez meghaladja a 40%-ot.
Az USA-ban sem jobb az illegális szerhasználat statisztikája. Az USA-ban a legnépszerűbb szer a marihuána, amelyet az amerikaiak harmada használt már életében legalább egyszer, és emellett közel 1,3 millió ember él illegális intravénás szerekkel. Ez utóbbiakból mintegy félmillió a heroinhasználó, akik száma – a legújabb trendekről készített statisztika szerint – további növekedést mutat. Kanadában létszámarányosan kevesebb, de hasonló összetételű a kábítószer-használat, mint az USA-ban.
Felmérések szerint Magyarországon mintegy 35–55 ezer kábítószerfüggő személy ismert, és további 70–120 ezer – főleg a fiatalabb korosztályt érintő – alkalmi szerhasználóval számol a statisztika. Bár az illegális szerfogyasztás tekintetében Magyarország nincs Európa élmezőnyében, az úgynevezett kemény drogokkal való visszaélők száma eléri a 10 ezer főt. Ez utóbbi szerfogyasztók 2/3-a heroint, 1/3-a kokaint használ. 2011-ben az egészségügyi statisztikák Budapesten mintegy 4 ezer rendszeres heroinhasználót tartanak nyilván. A középiskolás korosztály körében elvégzett felmérés szerint a fiatalok 70–80%-a kipróbált már valamilyen tiltott szert.
|                                                | Fentanil  | Oxikodon     | Heroin     | Morfin     | Kodein       | Hidrokodon   | Metadon     |
| ---------------------------------------------- | --------- | ------------ | ---------- | ---------- | ------------ | ------------ | ----------- |
| Dózis ekvivalens (1 mg metadonhoz viszonyítva) | 0,01 mg   | 1,5 mg       | 1 – 2 mg   | 3 – 4 mg   | > 28 mg      | 0,5 mg       | n.a.        |
| Akut adaptációs idő                            | 1 h       | 3 – 6 h      | 4 h        | 4 – 5 h    | 4 h          | 4 – 8 h      | 8 – 12 h    |
| Elvonási tünet kezdete                         | 3 – 5 h   | 8 – 12 h     | 8 – 12 h   | 8 – 12 h   | 8 – 12 h     | 8 – 12 h     | 36 – 72 h   |
| Elvonási tünet csúcsa                          | 8 – 12 h  | 36 – 72 h    | 36 – 72 h  | 36 – 72 h  | 36 – 72 h    | 36 – 72 h    | 4 – 6 nap   |
| Elvonási tünet lecsengése                      | 4 – 5 nap | ~ 7 – 10 nap | 7 – 10 nap | 7 – 10 nap | ~ 7 – 10 nap | ~ 7 – 10 nap | 14 – 21 nap |
| Felezési idő                                   | 2 – 4 h   | 3 – 5 h      | 30 min     | 2 – 3 h    | 3 h          | 4 – 8 h      | 24 – 36 h   |

Forrás: US Pharmacist

## A kábítószerek nemzetközi kontrollja
Az ENSZ Egészségügyi Világszervezete által felállított bécsi székhelyű Nemzetközi Kábítószer-Ellenőrző Szerv négy osztályba sorolja a kábítószereket és pszichoaktív anyagokat, egységesítve azok nemzetközi kezelését, ellenőrzését. Az ellenőrzés alá vont szerek felosztásánál követett egyik fő alapelv, hogy az adott szert használják-e orvosi célra vagy annak medikális alkalmazása szükségtelen. Továbbá a felosztás figyelembe veszi a szer abúzuspotenciálját, illetve dependencia-kapacitását. A négy kategóriába sorolt szerek legismertebb képviselőit – a teljesség igénye nélkül – mutatja be az alábbi táblázat. 
| Kategória | Orvosi használat | Addikciós potenciál | Pszichotrop szerek |
| --------- | ---------------- | ------------------- | --- |
| I.        | nincs            | jelentős            | - opioidok: heroin; - hallucinogének: LSD, marihuána, meszkalin, GHB |
| II.       | van              | jelentős            | - opioidok: ópium, morfin morfinszármazékok: oximorfon, oxikodon, hidromorfon, meperidin, metadon, fentanil - pszichostimulánsok: kokain, metilfenidát, karmabinoidok, amfetaminok - depresszánsok: pentobarbitál, glutetimid, amobarbitál, szekobarbitál |
| III.      | van              | mérsékelt           | - ópium: „csekély mennyiség” morfinszármazékok: buprenorfin, kodein, dihidrokodein - pszichostimulánsok: benzfetamin, fendimetrazin - kannabinoidok: dronabinol - anabolikus szteroidok: fluoximeszteron, metiltesztoszteron, nandrolon, oxandrolon, tesztoszteron - depresszánsok: II. osztályba sorolt szerek „csekély mennyisége”, butabarbital, ketamin, tiopentál |
| IV.       | van              | gyenge              | - opioidok: butorfanol, pentazocin, propoxifen - pszichostimulánsok: mazindol, modafinil, fentermin, szibutramin - depresszánsok: alprazolám, klórdiazepoxid, klonazepám - egyéb: meprobamát, metohexitál, fenobarbitál, zolpidem |

## A „designer drogok"
A kábítószerek elleni küzdelem egyik legnehezebb problémáját jelentik az új, utcán szinte hetente megjelenő, szintetikusan előállított, pszichotrop szerek, amelyekkel a WHO által kontrollált anyagok listáját kijátsszák. A már jól ismert és tiltó listára került szerek kémiai szerkezetében végzett apróbb változtatásokkal a tudatmódosító hatást megőrző, új molekulákat állítanak elő, amelyek ily módon a törvény betűje szerint nincsenek tiltva. Időt vesz igénybe, mire a bűnüldözés látóterébe jutnak és törvényileg tiltólistára kerülnek a földalatti zuglaboratóriumokban szintetizált, új szerek. (Közismertebb nevükön: "designer drogok".) Emiatt a kontrollált anyagok listáját folyamatosan ellenőrizni és bővíteni kell, hogy az új kábítószerek is rákerüljenek a listára. Az új szintetikus szerek folyamatos megjelenése a kábítószerek feketepiacán nyugtalanító probléma a jog gyakorlatában, mivel megjelenésükkor még legális kémiai anyagok, analitikai kimutatásukra nincs a helyszínen, azonnal alkalmazható módszer. Az orvosok számára a problémát az jelenti, hogy az új szintetikus szerekkel kapcsolatosan nincsenek toxikológiai ismereteik, a mérgezések vagy túladagolások során nem rendelkeznek kezelési tapasztalatokkal.

## A kábítószerek „csekély” és „jelentős” mennyiségének fogalma a magyar jogban
A törvény pontosan meghatározza, hogy mely szerek tartoznak szabályozás illetve visszaélés esetén büntetés alá. A törvény értelmező rendelkezései alapján a büntetőjog gyakorlata ismeri és alkalmazza a kábítószer mennyiségére vonatkozó „csekély” és „jelentős” mennyiségek fogalmát. A kábítószerrel elkövetett bűncselekményeknél a kiszabott büntetési tétel mindig figyelembe veszi a visszaélés tárgyát képező kábítószer mennyiségét is. A kábítószerek „csekély”, illetve „jelentős” mennyiségeit – a teljesség igénye nélkül – az 1979. évi 5. törvényerejű rendelet 23. § alapján az alábbi táblázat foglalja össze.
| Kábítószerek                  | A csekélynek számító mennyiség (gramm) |
| ----------------------------- | -------------------------------------- |
| Morfin                        | < 0,9                                  |
| Heroin                        | < 0,6                                  |
| LSD                           | < 0,001                                |
| Amfetamin                     | < 0,5                                  |
| Metamfetamin                  | < 0,5                                  |
| Dihidrokodein                 | < 0,8                                  |
| Kodein                        | < 1,0                                  |
| Ketamin                       | < 1,0                                  |
| Kokain                        | < 2,0                                  |
| MDA, MDMA,MDE, MBDB, PIA, PEA | < 1,0                                  |
| THC                           | < 6,0                                  |
| Kannabisz növény              | növényegyedek száma < 5                |

A kábítószer „jelentős” mennyiségű, ha az adott kábítószerre meghatározott „csekély” mennyiség felső határát hússzorosan meghaladja. A törvény célja a saját fogyasztásra használt mennyiség és a terjesztésre szánt mennyiség elválasztása, mivel ezek különböző büntetőkategóriákba esnek.

### Jogi, kriminológiai vonatkozások
- Kurdics Mihály: A kábítószer itt van testközelben. Ahogyan egy rendőrtiszt látja. Kézikönyv felnőtteknek és fiataloknak; 2zsiráf, Budapest, 1996
- Amit a kábítószerekről tudni kell; ford. Szolcsányi Ferenc, szerk. Varga Katalin; Váci Rendőrkapitányság, Vác, 1999
- Karsai Krisztina: A kábítószer-fogyasztás büntetendősége. Elvek, elméletek pro és kontra; JATE ÁJK Tudományos Bizottsága, Szeged, 1998 (Acta juridica et politica)
- Ritter Ildikó: Büntetőjogi öngól. Adalékok a kábítószer-fogyasztók elterelésének jog- és társadalomtörténetéhez; Országos Kriminológiai Intézet, Budapest, 2016
- A kábítószerabúzus orvosi, jogi és társadalmi vonatkozásai, szerk. Fürst Zsuzsanna, Wenger Tibor; Medicina, Budapest, 2010
- Barabás Zoltán: Ne szívd meg! Füves cigitől a börtönkapuig; BaraBook, Veszprém, 2020